# Thomas Ollive Mabbott
Thomas Ollive Mabbott (* 6. Juli 1898 in New York City; † 28. Mai 1968 ebenda) war ein US-amerikanischer Literaturwissenschaftler, der v. a. als Edgar-Allan-Poe-Forscher bekannt ist. Seine dreibändige Poe-Werk-Ausgabe Collected Works of Edgar Allan Poe wird als die definitive Poe-Ausgabe des 20. Jahrhunderts (the definite twentieth century edition of Poe) bezeichnet. Darüber hinaus war er ein bekannter Sammler von Blockdrucken aus dem 15. Jahrhundert und ein bedeutender Numismatiker.

## Leben und Werk
1906 wurde Mabbott in die New Yorker Collegiate School eingeschult. 1916 kam er an das Columbia College und wechselte 1920 an die Columbia University, wo er Mitglied von Phi Beta Kappa war. 1923 wurde er mit der Arbeit Politian. An Unfinished Tragedy by Edgar A. Poe promoviert. Zu diesem Zeitpunkt war Mabbott bereits Mitglied des Edgar Allan Poe Shrine, dem heutigen Edgar Allan Poe Museum in Richmond, Virginia.
Mabbott lehrte zunächst kurz an der Columbia University, Northwestern University und der Brown University, bevor er 1929 an das Hunter College ging, wo er schließlich bis zu seiner Emeritierung 1966 blieb. In seinen beiden letzten Lebensjahren war er Gastprofessor an der St. John’s University.

### Poe-Forscher

Mabbotts Opus magnum: Collected Works of Edgar Allan Poe in drei Bänden, 1969–1978 postum erschienen.

Mabbott gehört zu den geachtetsten und belesensten Wissenschaftlern seiner Generation, die sich mit der Erforschung von Leben und Werk Edgar Allan Poes befasst haben. Er verfasste neben zahlreichen Büchern zum Thema mehr als 100 zum Teil lange Artikel, die in zahlreichen wissenschaftlichen Fachzeitschriften erschienen. Durch akribische Recherchearbeit gelang es ihm, Poe etliche, seinerzeit anonym in verschiedenen Zeitschriften veröffentlichte, Artikel zuzuordnen.
Mabbotts mit Abstand größter und wichtigster Beitrag zur Poe-Forschung ist jedoch die drei-bändige Ausgabe Collected Works of Edgar Allan Poe (Gesammelte Werke von Edgar Allan Poe), an der er seit 1924 über 40 Jahre gearbeitet hatte, aber deren vollständige Veröffentlichung er nicht mehr erlebte, da er kurz vor Veröffentlichung des ersten Bandes im Alter von 69 Jahren starb. Es war ihm aber noch gelungen, den ersten Band so weit fertigzustellen, dass dieser 1969, einige Monate nach seinem Tod erscheinen konnte. Abschließende Arbeiten an den beiden anderen Bänden wurden von Mabbotts Witwe Maureen C. Mabbott geleitet, sodass die Bände zwei und drei schließlich 1978 veröffentlicht werden konnten.
Auch als Herausgeber von Poe-Werken trat er in Erscheinung. So brachte er für The Facsimile Text Society mehrere Bände heraus, u. a.: 1933 Al Aaraaf, 1941 Tamerlane and Other Poems und 1942 The Raven and Other Poems. Des Weiteren veröffentlichte er 1926 in Zusammenarbeit mit Hervey Allen Poe’s Brother über das kurze Leben und Werk von Poes Bruder Henry Poe. 1928 folgten seine Rechercheergebnisse zu The Gold-Bug und 1929 zu Doings of Gotham.
Neben seinen Poe-Studien galt Mabbott auch als Experte für Walt Whitman, William Blake und John Milton. Während seiner Arbeit an Complete Works of Edgar Allan Poe entdeckte er No Turning Back, ein verloren geglaubtes Gedicht Whitmans.

### Werke (Auswahl)
- 1923: Politian. An Unfinished Tragedy by Edgar A. Poe. George Banta, Menasha, WI (Dissertation)
- 1926, zusammen mit Frank L. Pleadwell: The Life and Works of Edward Coote Pinkney
- 1926, zusammen mit Hervey Allen: Poe’s Brother. The Poems of William Henry Leonard Poe. George H. Doran, New York (Digitalisat auf eapoe.org)
- 1938: The Complete Poetical Works of W. W. Lord
- 1969–1978 (postum): Complete Works of Edgar Allan Poe. Belknap, Harvard University, Cambridge, 3 Bände: 1: Poems (1969), 2: Tales and Sketches 1831–1842 (1978), 3: Tales and Sketches 1842–1849 (1978)

## Numismatiker und Bibliophiler
Ein Hobby, das Mabbott „nebenbei“ verfolgte, war Numismatik. Im Alter von 12 Jahren hatte er seine erste Münze gekauft und behielt sie sein Leben lang. Sein Spezialgebiet waren Münzen aus der Zeit des frühen Römischen Reiches. Er war ein anerkannter Experte und veröffentlichte Fachartikel dazu. Zu seinen Tauschpartnern gehörte u. a. das British Museum. Von 1943 bis 1948 war er zudem Herausgeber der Zeitschrift Numismatic Review. Für seine Arbeit auf dem Gebiet verlieh ihm die American Numismatic Association 1950 die Verdienstmedaille.
Ein weiteres Hobby waren Blockdrucke aus dem 15. Jahrhundert. Im Laufe der Jahre wurde er auch in diesem Fachgebiet zum Experten. Nach seinem Tod übernahm die New York Public Library einige Exemplare aus seiner Sammlung, die sie selbst noch nicht besaß in ihren Bestand.